# Hans Kauri
Hans Kauri (do 1935 Hans Mühlberg; ur. 30 maja 1906, zm. 30 stycznia 1999 w Sztokholmie) – estoński zoolog, arachnolog, ekolog i polityk; Doktor nauk (1959, Uniwersytet w Lund).

## Wykształcenie i działalność zawodowa
W latach 1928–1939 i 1940–1941 był asystentem w Instytucie Zoologii Uniwersytetu w Tartu, 1941-1944 tymczasowy sekretarz naukowy. Od 1938 do 1940 był sekretarzem Estońskiej Akademii Nauk. Obronę ukończonego doktoratu przerwała wojna, materiały gotowego doktoratu uległy zniszczeniu w pożarze.
W 1944 roku uciekł do Szwecji.
Wpierw pracował jako asystent w muzeum instytutu zoologii, Uniwersytetu w Lund(Szwecja), w 1959 obronił pracę doktorską (Die Rassenbildung bei europäischen Rana-Arten und die Gültigkeit der Klimaregeln), po czym został docentem (associate professor). W 1963 r. został profesorem zoologii w muzeum zoologii Uniwersytetu w Bergen, w Norwegii. W 1976 r. przeszedł na emeryturę. Do 1998 pracował w wyżej wymienionym muzeum.

## Badania naukowe
W pracy naukowej zajmował się kosarzami, pajęczakami, ważkami, bąkowatymi i płazami. Zainicjował duży program badawczy, w  ramach międzynarodowego programu biologicznego badającego faunę płaskowyżu Hardangervidda, obejmującego dużą część południowej Norwegii. Ten program był realizowany  w latach 1969-1974. Niektóre z wyników były opublikowane w serii wydawnictw „Fauna of Hardangervidda”, której Kauri był pierwszym redaktorem. W czasach swojej aktywności naukowej był jednym z najbardziej znanych skandynawskich
herpetologów.

## Działalność polityczna
Był długoletnim przewodniczącym estońskiego przedstawicielstwa w Szwecji.

## Wybrane publikacje naukowe
- Kauri, H. (1961) Opiliones. w: Hanström, B., Brinck, P. & Rudebeck, G. (Eds.), South African animal life. Results of the Lund University Expedition in 1950-1951. Vol. 8. Almquist & Wiksell, Uppsala, s. 9–197. (niem.)
- Kauri, H. (1985) Opiliones from Central Africa. Annalen Zoologische Wetenschappen, Koninklijk Museum voor Midden-Afrika(Tervuren),(Sci. zool.), 245, 1–168. (ang.)